# Ugovec
Ugovec je naselje v Občini Oplotnica.